# حكام عربستان
حكم بني كعب دولة عربستان منذ عام 1690 حتى 1925 يلقب أفراد العائلة الحاكمة بالشيخ أو الأمير.

## حكام مشيخة المحمرة
| الرقم | الحاكم              | الحكم       | الحياة |
| ----- | ------------------- | ----------- | ------ |
| 1     | الشيخ جابر الكعبي   | 1819 - 1881 | -1881  |
| 2     | مزعل بن جابر الكعبي | 1881 - 1897 | - 1897 |
| 3     | خزعل بن جابر الكعبي | 1897 - 1925 | - 1936 |